# Digitalis obscura
Digitalis obscura — многолетний полукустарник, вид рода Наперстянка (Digitalis) семейства Подорожниковые (Plantaginaceae). Естественный ареал — восточные и юго-восточные горные районы Испании и марокканский регион Эр-Риф. Все части растения ядовиты. Изредка используется в качестве декоративного растения.

## Ботаническое описание

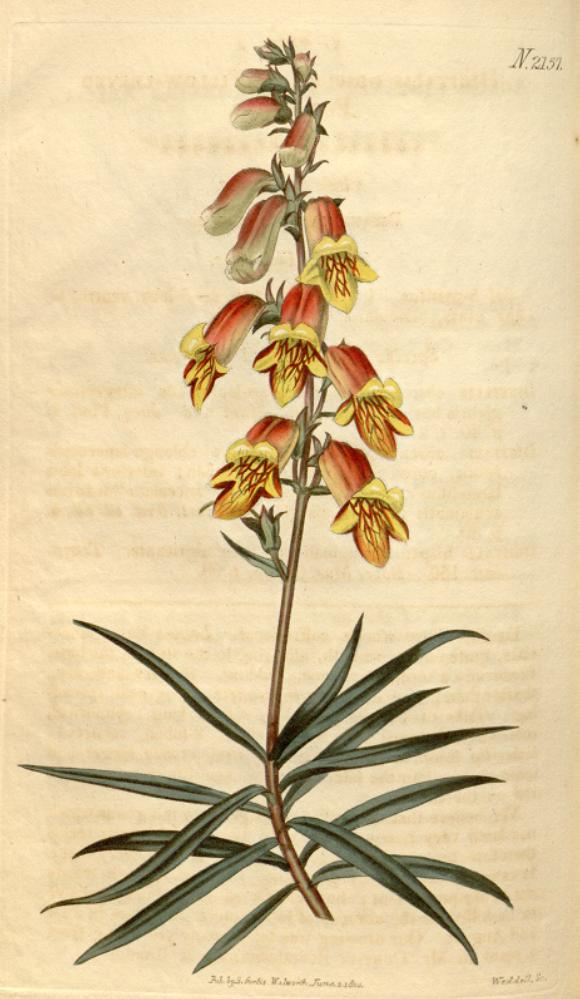
Ботаническая иллюстрация, 1820 год

Вечнозелёный полукустарник высотой от 30 до 60 см, редко 120 см. Красновато-коричневые стебли распростёртые или восходящие, неразветвленные или несколько разветвлённые, деревянистые в нижней части с трещиноватой корой. Тёмно-зелёные, простые, кожистые, блестящие листья линейные или ланцетные, длиной от 6 до 15 сантиметров и шириной от 0,4 до 2,2 сантиметра, с цельными краями или слегка зубчатые. Листья часто расположены на молодых побегах, обычно изогнуты вниз и очень заострены. Нижние, более старые листья отогнуты назад и имеют красноватый или коричневый цвет. За исключением цветков, все верхние части растения голые.
Соцветие верхушечное, 9-22 см длиной, одностороннее, с семью — двадцатью двумя (редко до сорока) обоеполыми зигоморфными цветками на выраженных цветоножках. Ланцетные прицветники имеют длину от 6 до 17 миллиметров и ширину от 2 до 2,5 миллиметров. Чашелистики от яйцевидных до эллиптических или от эллиптических до ланцетных 5,5-12 мм длиной и 2-3,5 мм шириной, заострённые или заострённо-выемчатые, голые или несколько железисто-волосистые по краю. Двугубый венчик длиной от 21 до 31 миллиметра, от коричнево-красного до оранжево-жёлтого (редко белый), колокольчатый, снаружи железисто-волосистый. Трубка венчика 15-20 миллиметров в длину и 8-13 миллиметров в ширину, с более тёмными красновато-коричневыми пятнами на внутренней стороне. Завязь железисто-волосистая. Верхняя губа венчика двулопастная или цельная. Нижняя губа венчика имеет хорошо развитые, треугольные, тупые или округло-заостренные боковые лопасти и центральную лопасть венчика длиной от 6 до 11 миллиметров. Лепестки венчика жёлто-оранжевые в центре и пятнистые красновато-коричневые к краю и трубке венчика. Внешние края покрыты белыми волосками длиной до 1,5 миллиметра. Период цветения в естественной среде — с апреля по июль, в садах Центральной Европы — с июня по сентябрь. Нектароносные цветы опыляются пчёлами.
Плод — коробочка, длиной от 13 до 21 миллиметра и шириной от 6 до 9 миллиметров. Содержит множество желтоватых семян длиной 1,3-1,5 мм и шириной 0,5-0,7 мм, слегка почковидной формы, которые разлетаются, когда завязь перемещается ветром или животными (ударное рассеивание).
Число хромосом 2n = 56.

## Распространение и экология
Естественный ареал — восточные и юго-восточные горные районы Испании и марокканский регион Эр-Риф. Произрастает на каменистых склонах, скалистых обнажениях и расщелинах известняка на высоте от 500 до 1500 метров, редко до 1900 метров.

## Таксономия

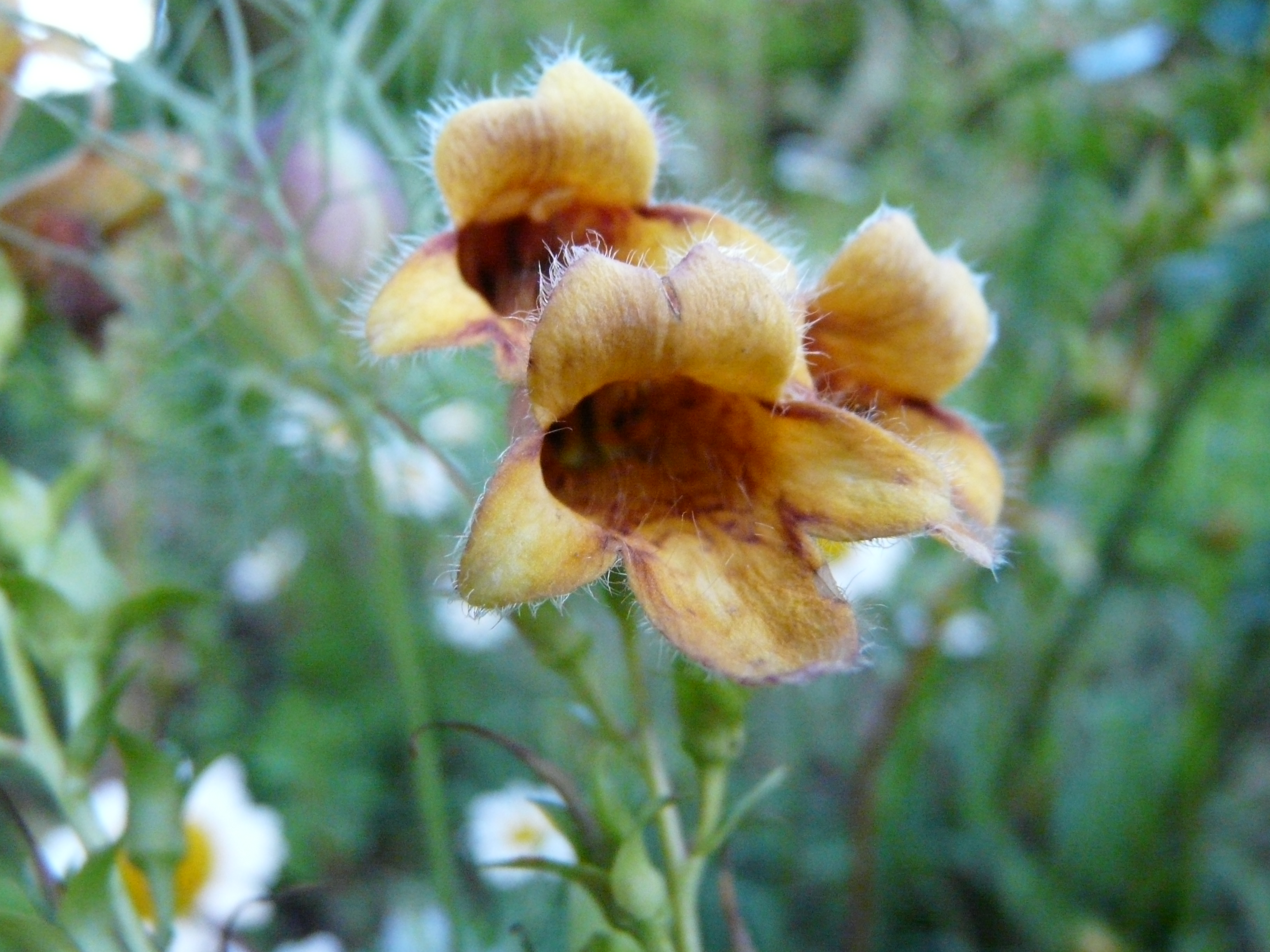
Отдельные цветки

Впервые вид был научно описан в 1763 году Карлом Линнеем во втором томе «Species Plantarum». Видовое название obscura означает «тёмный, мрачный» и указывает на тёмную окраску горла трубки венчика.
Выделяют два подвида:
- Digitalis obscura subsp. obscura: встречается в восточной и юго-восточной Испании, имеет цельные или слабозубчатые листья и венчики с двухлопастными верхними губами венчика.
- Digitalis obscura subsp. laciniata (Lindl.) Maire: встречается в испанской Сьерра-Неваде и в марокканских горах Риф, имеет глубоко пильчатые края и венчики с целыми верхними губами венчика.

## Использование
Вид изредка используется в качестве декоративного растения. Подходит для средиземноморских садов, каменистых садов и степных посадок. Цветет на солнечных местах в хорошо дренированной, каменистой и известковой почве, защищённой от влаги, особенно зимой. В сухих условиях вид вынослив до −10 °C (зона 8b).
Вид ядовит и содержит лекарственные активные сердечные гликозиды. Основной фармакологический интерес представляют два других видах из рода Digitalis, наперстянка пурпурная и наперстянка шерстистая, которые отличаются более высоким содержанием активных веществ и также традиционно используются в качестве лекарственных растений.